# Paseo 21 de Mayo
El paseo 21 de Mayo es un paseo peatonal ubicado sobre los acantilados de Cerro Artillería en la ciudad de Valparaíso.Está ubicado entre las calles Artillería y la avenida Gran Bretaña y posee uno de los principales miradores naturales hacia la bahía de Valparaíso sin obstrucción por edificios de gran altura. 
Está frente a los almacenes fiscales del puerto de Valparaíso. El paseo posee árboles frondosos, un quiosco, baños públicos y puestos de artesanías, donde se puede adquirir acuarelas, ropa de lana, recuerdos de la ciudad y joyería en plata y piedra lapislázuli. Detrás del paseo se encuentra el Museo Naval y Marítimo en el edificio de la antigua Escuela Naval. 
El recinto está considerado como uno de los sitios más concurridos de atracción turística que tiene Valparaíso, por la perspectiva panorámica de la ciudad que se alcanza desde su terraza principal, ubicada a cincuenta metros de altura. 

## Historia
En la época colonial, en el sitio funcionaba el Fuerte San Antonio, construido para la defensa del puerto de Valparaíso de los ataques de piratas ingleses y holandeses. 
En 1893, se inaugura el antiguo edificio de la Escuela Naval Arturo Prat construido por el arquitecto Carlos Von Moltke, a partir de los cimientos del antiguo Fuerte San Antonio, ya inutilizado. Ese año se inaugura también el Ascensor Artillería para conectar la escuela con el barrio Puerto. La disposición y estructura definitiva del Paseo 21 de Mayo se concluyó en el año 1911. 
En los años 1950 y 1960 existía una línea de transporte público de bus que unía el Ascensor Artillería con la Villa Porvenir Bajo, situada dentro del barrio de Playa Ancha.

Las bandas militares de la Armada y del Regimiento Maipo realizaban sus conciertos en este lugar. El paseo era escenario de bailes populares, carnavales y de festivales de primavera como el festival de la chaya. La Escuela Naval funcionó en este lugar hasta 1967, debido a que sus dependencias fueron trasladadas a su actual ubicación. El edificio de la escuela fue transformado en 1988, en el Museo Naval y Marítimo.

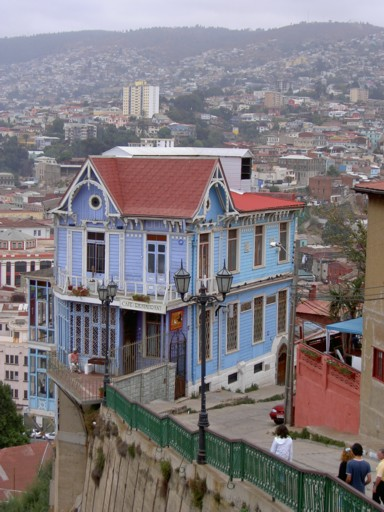
Casas adyacentes al Paseo 21 de mayo

Junto al Museo Naval, hacia calle Artillería, se encuentra el Comando de Operaciones Navales. En el año 2005, se instaló en la tradicional Subdirección de la Escuela Naval el Instituto de Sistemas Complejos de Valparaíso, donde están asociados diversos científicos chilenos y extranjeros que realizan estudios en variadas disciplinas como física, ecología y neurología.

## Conectividad
El paseo 21 de mayo tiene cinco accesos principales:
- Desde el barrio Puerto, se puede utilizar el ascensor Artillería.
- Otra alternativa desde el barrio Puerto es subir por calle Artillería, paralela al ascensor.
- Desde Playa Ancha se puede bajar por calle Artillería.
- Otra alternativa es utilizar la escalera de la calle Ingeniero Mutilla.
- Menos conocida, es bajar por la escalera que conecta Taqueadero con la avenida Gran Bretaña.

## Lugares de interés
- Instituto de Sistemas Complejos de Valparaíso
- Museo Naval y Marítimo Nacional
- Ascensor Artillería

- Datos: Q6065548
- Multimedia: Paseo 21 de Mayo / Q6065548